# Miloš Zelenka
Miloš Zelenka (30. ledna 1920 Rakovník – 19. října 1978 Poděbrady) (oficiálně Miloslav) byl český houslista, dirigent a hudební skladatel. Otec zpěvačky Jitky Zelenkové.
Hudební základy získal u A. Srba v Rakovníku, později absolvoval vojenskou hudební školu v Praze a soukromě studoval hru na housle a dirigování. V letech 1939 až 1945 byl učitelem městské hudební školy v Rakovníku. Byl spoluzakladatelem Rakovnické ochotnické opery a později také primistou orchestru Státního divadla v Brně. Po odchodu z Brna působil jako šéfdirigent Hudebního divadla v Praze Na fidlovačce a od roku 1961 byl uměleckým ředitelem a šéfdirigentem Středočeského symfonického orchestru v Poděbradech.
Byl také autorem scénické hudby k činohrám, zábavných a populárních skladeb, například první znělky rakovnického rozhlasového vysílání.